# Juzsmasavia
A Juzsmasavia (ukránul: Южмашавіа), teljes nevén Juzsmasavia Légi Szállítmányozási Vállalat (Авіаційна транспортна компанія «Южмашавіа», magyar átírásban: Aviacijna transzportna kompanyija Juzsmasavia) ukrán légitársaság, amely korábban légi teher- és utasszállítással foglalkozott. Napjainkban csak légi teherszállítást végez és egy teherszállító repülőgépet üzemeltet. Székhelye Dnyipróban található, bázisrepülőtere a Hosztomeli repülőtér.

## Története
A légitársaság elődje 1983-ban alakult meg mint a rakétagyártással foglalkozó dnyipropetrovszki Déli Gépgyár (ukránul: Pivdenmas, oroszul: Juzsmas) légi szállító részlege, amely a céges személyszállításokat biztosította a gyár és a szovjet űrprogram helyszínei, valamint a katonai lőterek között. Ehhez a feladathoz VIP kivitelű utasszállító repülőgépeket üzemeltettek. 1993-ban alakult légitársasággá, amely az anyavállalat alárendeltségében működik. Az utasszállítást charterjáratokkal teljesítik, ehhez 12, 17 és 32 személyes VIP kivitelű Jak–40-eseket használnak. A légitársaság egy 22,7 ha területű bázissal rendelkezik a Dnyiprói nemzetközi repülőtéren. A cég jogosult haditechnikai eszközök és kettős (polgári és katonai) rendeltetésű áruk szállítására is.

## Flotta
A cég személyszállításra Jak–40-es, teherszállításra Il–76-os repülőgépekkel rendelkezik. A légitársaságnál a fennállása óta összesen hét repülőgép üzemelt.
Jelenleg négy repülőgép van a légitársaság tulajdonában. Ezek közül 3 db Jak–40, amelyek üzemen kívül, tárolás alatt vannak. Továbbá egy darab 1980-ban gyártott Il–76T teherszállító repülőgép (UR-CPV), amely üzemben van. A gépet 2018 óta használja a Juzsmasavia, 2017-ben újították fel Bila Cerkvában.